# ئاسو رستمی
ئاسو رستمی فعال مدنی، در روز چهارشنبه ۱۶ مهرماه ۱۳۹۴ پس از شرکت در تجمع مسالمت‌آمیز در مقابل دفتر سازمان ملل در حمایت از کوبانی بازداشت و در بهمن ۹۴ به صورت موقت آزاد شد. وی به اتهام «اجتماع و تبانی علیه امنیت ملی، توهین به رهبری و تبلیغ علیه نظام» در کمتر از پانزده دقیقه، از سوی شعبه ۲۸ دادگاه انقلاب به ریاست قاضی مقیسه به ۷ سال زندان محکوم شد. این حکم از سوی شعبه ۳۶ دادگاه تجدیدنظر استان تهران به دو سال حبس کاهش یافت.

## بازداشت
ئاسو رستمی، بیست‌ونهم مهرماه سال ۹۳ بازداشت و در تاریخ ۲۸ دی‌ماه ۱۳۹۳ پس از پایان بازجویی‌ها به زندان اوین منتقل شد.
این فعال مدنی پس از چندین‌بار به تعویق افتادن جلسه دادگاه نهایتاً در تاریخ ۲۳ اسفند ۹۳ در دادگاهی به ریاست قاضی مقیسه، قاضی شعبه ۲۸ دادگاه انقلاب تهران، با حضور وکیل خود و دیگر متهمین این پرونده به نام‌های آتنا دائمی، ئاسو رستمی و علی نوری محاکمه شد. وی به دلیل فعالیت‌های مدنی مسالمت‌آمیز، به اتهام «تبلیغ علیه نظام، اجتماع و تبانی علیه امنیت ملی، توهین به رهبری، توهین به بنیانگذار جمهوری اسلامی و اختفای ادله جرم» به ۷ سال زندان محکوم شد.  
در شعبه ۳۶ دادگاه تجدیدنظر استان تهران بر اساس حکم قضات قمی‌زاده و حوزوان برای چهار فعال مدنی، حکم این فعال مدنی به ۲ سال تقلیل یافت. 
بر اساس حکم صادره در شعبه ۳۶ دادگاه تجدیدنظر استان تهران برای وی به ۲ سال حبس کاهش یافت.
وی دوران حبس خود را در زندان اوین می‌گذراند و سپس بنا به دستور مقامات قضایی به زندان رجایی شهر تبعید شد. وی در ۱۳ آذر ۱۳۹۵ از زندان رجایی شهر آزاد شد.